# فائدة
الفائدة هي النسبة المئوية أو سعر الفائدة المئوية في السنة الواحدة (12 شهر)، الفائدة بصورتها البسيطة تعني حساب النسبة المئوية المقررة على أساس المبلغ والزمن ومعدل الفائدة الذي يقاس بالنسبة المئوية. ويمكن استخراج الفائدة عن طريق ضرب العناصر الثلاثة السابقة فتخرج الفائدة البسيطة.

## أنواع الفائدة
يوجد أساسا نوعان من الفائدة : الفائدة البسيطة والفائدة المركبة.
وفي التعاملات المالية تستخدم في العادة نظام الفائدة المركبة، أما الفائدة البسيطة فهي تستخدم في بعض الأحوال الخاصة مثل بطاقات الائتمان.

## الفائدة البسيطة
تحسب الفائدة البسيطة على المبلغ الاصلي المدخر "principal"
وتستعمل المعادلة التالية لحساب الفائدة البسيطة :
{\displaystyle I_{simp}=(r\cdot B_{0})\cdot m}
حيث:
r معدل الفائدة للدورة (I/m)
B0 المبلغ الأصلي المدخر
عدد الدورات m في السنة.
ولحساب معدل الفائدة الدوري r نقوم بقسمة معدل الفائدة السنوي I على عدد الدورارت m في السنة.
وعلى سبيل المثال:
نفترض أحد الأشخاص يمتلك بطاقة ائتمان وعليه تسديد مبلغ 2500 دولار. ونفترض أن المصرف يحمّل المبلغ بمعدل فائدة بسيطة قدرها 12.99% في السنة. فنستطيع حساب الفائدة المضافة إلى المبلغ الأصلي بعد مرور 3 أشهر بالمعادلة الآتية:
{\displaystyle I_{simp}={\bigg (}{\frac {0.1299}{12}}\cdot \$2500{\bigg )}\cdot 3=\$81.19}
أي أن على صاحب البطاقة تسديد مبلغ 2581.19 دولار بعد مرور الثلاثة أشهر (الدورة = 3 أشهر).
وإذا قام عوضا عن ذلك بتسديد الفائدة فقط عن كل شهر من الثلاثة أشهر، طبقا لمعدل الفائدة الشهري r، لأصبح مجمل الفائدة التي سوف يدفعها :
{\displaystyle I={\bigg (}{\frac {0.1299}{12}}\cdot \$2500{\bigg )}\cdot 3=(\$27.0625/month)\cdot 3=\$81.19}
فيكون المبلغ اللازم سداده بعد مرور الثلاثة أشهر 2500 دولار.
ذلك لأن الفائدة البسيطة تحتسب على المبلغ الأصلي فقط.

## انتقادات

### الدور في زيادة نسبة التضخم
يؤمن البعض بأن الفائدة هي المحرك الرئيسي للتضخم (ارتفاع الأسعار) لأن الشخص عندما ياخذ قرضاً بفائدة فإن ذلك سيؤدي إلى زيادة تكاليف الإنتاج عليه مما يدفعه إلى زيادة أسعار السلع والخدمات وعند زيادة أسعار السلع والخدمات يقوم الدائن بزيادة سعر الفائدة على الأموال[بحاجة لمصدر]

### موقف الأديان السماوية
الفائدة محرمة في جميع الأديان السماوية - اليهودية و المسيحية والإسلام - [بحاجة لمصدر]. جاء في العهد القديم : (إذا اقرضت مالا لاحد أبناء شعبي، فلا تقف منه موقف الدائن. لا تطلب منه ربحا لمالك) وفي كتاب العهد الجديد : (إذا اقرضتم لمن تنتظرون منه المكافأة، فاي فضل يعرف لكم؟ ولكن افعلوا الخيرات واقرضوا غير منتظرين عائدتها واذن يكون ثوابكم جزيلا)

أما في القرآن الكريم لقوله تعالى : (الَّذِينَ يَأْكُلُونَ الرِّبَا لا يَقُومُونَ إِلا كَمَا يَقُومُ الَّذِي يَتَخَبَّطُهُ الشَّيْطَانُ مِنْ الْمَسِّ ذَلِكَ بِأَنَّهُمْ قَالُوا إِنَّمَا الْبَيْعُ مِثْلُ الرِّبَا وَأَحَلَّ اللَّهُ الْبَيْعَ وَحَرَّمَ الرِّبَا فَمَنْ جَاءَهُ مَوْعِظَةٌ مِنْ رَبِّهِ فَانتَهَى فَلَهُ مَا سَلَفَ وَأَمْرُهُ إِلَى اللَّهِ وَمَنْ عَادَ فَأُوْلَئِكَ أَصْحَابُ النَّارِ هُمْ فِيهَا خَالِدُونَ * يَمْحَقُ اللَّهُ الرِّبَا وَيُرْبِي الصَّدَقَاتِ وَاللَّهُ لا يُحِبُّ كُلَّ كَفَّارٍ أَثِيمٍ) 

## اقرأ أيضًا
- تزايد
- درجة الملاءة
- تاريخ الاستحقاق
- سعر الفائدة
- التأجير التمويلي
- عائد خالي من المخاطرة
- قيمة وقتية للنقود
- ربا
- معدل الفائدة الإسمية
- معدل الفائدة الفعلية
- مردود الاستثمار
- الحد الأدنى للعائد
- تخصيص الأموال
- حجم الأعمال (اقتصاد)
- سند مؤقت
- أوراق تجارية مالية

## وصلات خارجية
- حاسبة للنسبة البسيطة
- حاسبة للنسبة المركبة